# Issei Takahashi
Issei Takahashi (født 20. april 1998) er en japansk fodboldspiller, som spiller for den japanske fodboldklub Montedio Yamagata.